# Soumitra Chatterjee
Soumitra Chatterjee (Calcutta, 19 gennaio 1935 – Calcutta, 15 novembre 2020) è stato un attore indiano.

## Biografia
Attore dalla lunghissima carriera, esordì come protagonista del film Il mondo di Apu, diretto da Satyajit Ray, con cui poi tornò a lavorare in altre due pellicole di successo, La moglie sola e Giorni e notti nella foresta.
Chatterjee è morto il 15 novembre 2020 all'età di 85 anni, per complicazioni da Covid-19.  

## Filmografia parziale
- Il mondo di Apu (Apur Sansar), regia di Satyajit Ray (1959)
- Devi, regia di Satyajit Ray (1960)
- Kshudhita Pashan, regia di Tapan Sinha (1960)
- Tre sorelle (Teen Kanya), regia dia Satyajit Ray (1961) - (episodio "Samapti")
- Abhijaan, regia di Satyajit Ray (1962)
- La moglie sola (Charulata), regia di Satyajit Ray (1964)
- Kapurush, regia di Satyajit Ray (1965)
- Aranyer Din Ratri, regia di Satyajit Ray (1970)
- Tuoni lontani (Ashani Sanket), regia di Satyajit Ray (1973)
- Sonar Kella, regia di Satyajit Ray (1974)
- Joi Baba Felunath, regia di Satyajit Ray (1978)
- Heerak Rajar Deshe, regia di Satyajit Ray (1980)
- La casa e il mondo (Ghare-Baire), regia di Satyajit Ray (1984)
- Nemico pubblico (Ganashatru), regia di Satyajit Ray (1989)
- Shakha Proshakha, regia di Satyajit Ray (1990)
- Vrindavan Film Studios, regia di Lamberto Lambertini (1995)

## Premi e riconoscimenti
- 1961: Bengal Film Journalists' Association Awards – Premio miglior attore per Tre sorelle (Teen Kanya)
- 1963: Bengal Film Journalists' Association Awards – Premio miglior attore per Abhijan
- 1969: Bengal Film Journalists' Association Awards – Premio miglior attore per Baghini
- 1974: Bengal Film Journalists' Association Awards – Premio miglior attore per Ashani Sanket
- 1976: Bengal Film Journalists' Association Awards – Premio miglior attore per Sansar Simanthey
- 1987: Bengal Film Journalists' Association Awards – Premio miglior attore per Kony
- 1989: Bengal Film Journalists' Association Awards – Premio miglior attore per Agnisanket[3]
- 1998: Sangeet Natak Akademi Award
- 1999: Commendatore dell'Ordine delle arti e delle lettere del Ministero delle cultura francese[4]
- 2006: Bengal Film Journalists' Association Awards – Premio miglior attore per Krantikaal
- 2017: Commendatore dell'Ordine nazionale della Legion d'onore francese[5]